# 오른슈타인-울렌벡 과정

θ = 1, σ = 1 및 μ = 0일 때의 다섯 가지 시뮬레이션

θ = 1, σ = 3, μ = (0, 0, 0) 및 초기 위치 (10, 10, 10)일 때의 3D 시뮬레이션

수학에서 오른슈타인-울렌벡 과정(영어: Ornstein–Uhlenbeck process)은 수리금융학 및 물리 과학에 응용되는 확률 과정이다. 물리학에서의 원래 응용은 마찰력의 영향을 받는 무거운 브라운 입자의 속도 모델이었다. 레오나르드 오른슈타인과 조지 유진 울렌벡의 이름을 따서 명명되었다.
오른슈타인-울렌벡 과정은 정상 가우스 마르코프 과정으로, 이는 가우시안 과정, 마르코프 확률 과정, 그리고 시간적으로 균일하다는 것을 의미한다. 실제로 이 세 가지 조건을 만족하는 유일한 비자명 과정이다. 공간 및 시간 변수의 선형 변환을 허용할 때까지는 말이다. 시간이 지남에 따라 과정은 평균 함수로 향하는 경향이 있다. 이러한 과정을 평균 회귀(mean-reverting)라고 부른다.
이 과정은 연속 시간의 무작위 행보, 또는 위너 확률 과정의 수정으로 간주될 수 있으며, 과정의 속성이 변경되어 보행이 중심 위치로 돌아가는 경향이 있고, 중심에서 멀어질수록 더 큰 인력이 작용한다. 오른슈타인-울렌벡 과정은 이산 시간 AR(1) 과정의 연속 시간 아날로그로도 간주될 수 있다.

## 정의

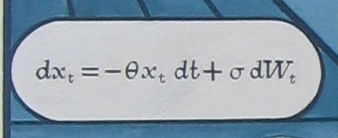
아래 그림의 벽화에서 발췌한 오른슈타인-울렌벡 과정의 단순화된 공식

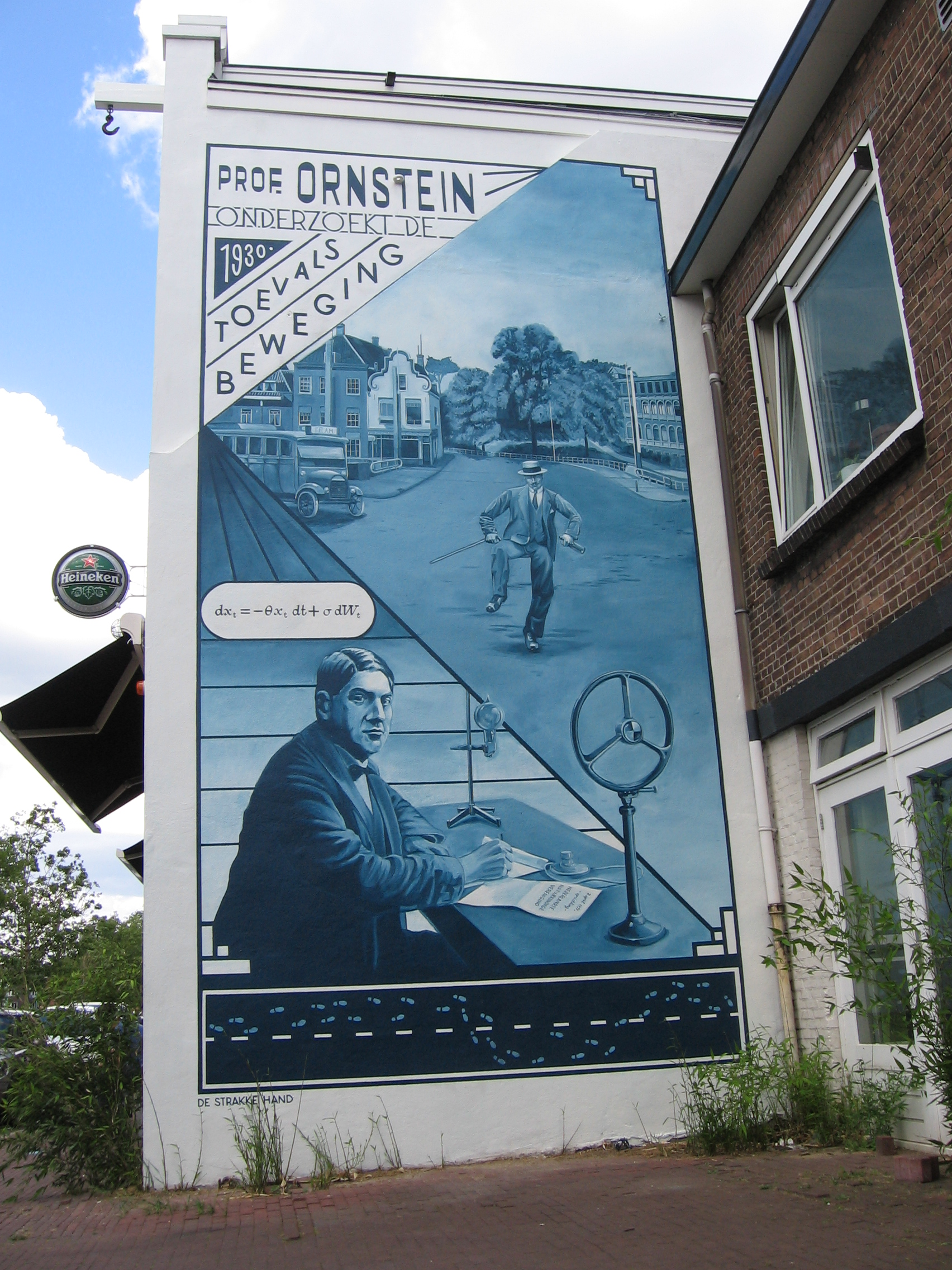
네덜란드 예술가 집단 데 스트라케 한트: 레오나르드 오른슈타인 벽화는 1921년 책상에 앉아 네덜란드 물리학회(Netherlands Physical Society)의 공동 설립자로서의 오른슈타인을 보여주고, 오른슈타인-울렌벡 과정의 단순화된 공식과 함께 술 취한 사람의 무작위 행보를 두 번 보여준다. 네덜란드 위트레흐트 오스터카데, 오른슈타인의 실험실에서 멀지 않은 곳에 위치. 번역된 텍스트: 오른슈타인 교수 무작위 운동 연구 1930.

오른슈타인-울렌벡 과정 {\displaystyle x_{t}}는 다음 확률미분방정식으로 정의된다.
{\displaystyle dx_{t}=-\theta \,x_{t}\,dt+\sigma \,dW_{t}}
여기서 {\displaystyle \theta >0} 및 {\displaystyle \sigma >0}는 매개변수이고 {\displaystyle W_{t}}는 위너 확률 과정을 나타낸다.
때때로 추가 항이 추가된다:
{\displaystyle dx_{t}=\theta (\mu -x_{t})\,dt+\sigma \,dW_{t}}
여기서 {\displaystyle \mu }는 (장기) 평균이라고 불리는 상수이다.
오른슈타인-울렌벡 과정은 때때로 다음과 같은 형태의 랑주뱅 방정식으로도 작성된다.
{\displaystyle {\frac {dx_{t}}{dt}}=-\theta \,x_{t}+\sigma \,\eta (t)}
여기서 백색 잡음으로도 알려진 {\displaystyle \eta (t)}는 위너 과정의 가정된 미분 {\displaystyle dW_{t}/dt}를 나타낸다. 그러나 위너 과정은 어디에서도 미분 가능하지 않으므로 {\displaystyle dW_{t}/dt}는 존재하지 않는다. 따라서 랑주뱅 방정식은 분포적 의미로 해석될 때만 의미가 있다. 물리학 및 공학 분야에서는 잡음 항이 위너 과정의 미분 가능한 (예: 푸리에) 보간법의 미분이라고 암묵적으로 가정하여 오른슈타인-울렌벡 과정 및 유사한 확률미분방정식에 대한 일반적인 표현이다.

## 포커르-플랑크 방정식 표현
오른슈타인-울렌벡 과정은 시간 {\displaystyle t}에서 상태 {\displaystyle x}에서 과정을 찾을 확률을 지정하는 확률 밀도 함수 {\displaystyle P(x,t)}의 관점에서도 설명될 수 있다. 이 함수는 포커르-플랑크 방정식을 만족한다.
{\displaystyle {\frac {\partial P}{\partial t}}=\theta {\frac {\partial }{\partial x}}(xP)+D{\frac {\partial ^{2}P}{\partial x^{2}}}}
여기서 {\displaystyle D=\sigma ^{2}/2}이다. 이것은 다양한 기술로 해결할 수 있는 선형 포물선형 편미분 방정식이다. 그린 함수라고도 하는 전이 확률 {\displaystyle P(x,t\mid x',t')}는 평균 {\displaystyle x'e^{-\theta (t-t')}+\mu (1-e^{-\theta (t-t')})} 및 분산 {\displaystyle {\frac {D}{\theta }}\left(1-e^{-2\theta (t-t')}\right)}을 가진 가우시안이다.
{\displaystyle P(x,t\mid x',t')={\sqrt {\frac {\theta }{2\pi D(1-e^{-2\theta (t-t')})}}}\exp \left[-{\frac {\theta }{2D}}{\frac {(x-x'e^{-\theta (t-t')}-\mu (1-e^{-\theta (t-t')}))^{2}}{1-e^{-2\theta (t-t')}}}\right]}
이는 시간 {\displaystyle t'<t}에서 초기 상태 {\displaystyle x'}가 주어졌을 때 시간 {\displaystyle t}에서 상태 {\displaystyle x}가 발생할 확률을 제공한다. 동등하게, {\displaystyle P(x,t\mid x',t')}는 초기 조건 {\displaystyle P(x,t')=\delta (x-x')}을 가진 포커르-플랑크 방정식의 해이다.

## 수학적 속성
{\displaystyle x_{0}}의 특정 값에 조건화된 평균은 다음과 같다.
{\displaystyle \operatorname {\mathbb {E} } (x_{t}\mid x_{0})=x_{0}e^{-\theta t}+\mu (1-e^{-\theta t})}
그리고 공분산은 다음과 같다.
{\displaystyle \operatorname {cov} (x_{s},x_{t})={\frac {\sigma ^{2}}{2\theta }}\left(e^{-\theta |t-s|}-e^{-\theta (t+s)}\right).}
정상(비조건화) 과정의 경우, {\displaystyle x_{t}}의 평균은 {\displaystyle \mu }이고, {\displaystyle x_{s}}와 {\displaystyle x_{t}}의 공분산은 {\displaystyle {\frac {\sigma ^{2}}{2\theta }}e^{-\theta |t-s|}}이다.
오른슈타인-울렌벡 과정은 경계된 분산을 가지고 정상 확률 분포를 허용하는 가우시안 과정의 예시이며, 위너 확률 과정과는 대조적이다. 둘 사이의 차이점은 "드리프트" 항에 있다. 위너 과정의 경우 드리프트 항은 상수인 반면, 오른슈타인-울렌벡 과정의 경우 과정의 현재 값에 따라 달라진다. 과정의 현재 값이 (장기) 평균보다 작으면 드리프트는 양수이고, 과정의 현재 값이 (장기) 평균보다 크면 드리프트는 음수이다. 즉, 평균은 과정의 평형 수준 역할을 한다. 이것이 이 과정에 "평균 회귀"라는 정보적인 이름을 부여한다.

### 표본 경로의 속성
시간적으로 균일한 오른슈타인-울렌벡 과정은 스케일링된 시간 변환된 위너 확률 과정으로 표현될 수 있다.
{\displaystyle x_{t}={\frac {\sigma }{\sqrt {2\theta }}}e^{-\theta t}W_{e^{2\theta t}}}
여기서 {\displaystyle W_{t}}는 표준 위너 과정이다. 이는 대략 Doob 1942의 정리 1.2이다. 동등하게, 변수 {\displaystyle s=e^{2\theta t}}의 변화로 이것은 다음과 같다.
{\displaystyle W_{s}={\frac {\sqrt {2\theta }}{\sigma }}s^{1/2}x_{(\ln s)/(2\theta )},\qquad s>0}
이 매핑을 사용하여 {\displaystyle W_{t}}의 알려진 속성을 {\displaystyle x_{t}}에 대한 해당 진술로 번역할 수 있다. 예를 들어, {\displaystyle W_{t}}에 대한 로그 반복 법칙은 다음과 같다.
{\displaystyle \limsup _{t\to \infty }{\frac {x_{t}}{\sqrt {(\sigma ^{2}/\theta )\ln t}}}=1,\quad {\text{확률 1로.}}}

### 형식 해
{\displaystyle x_{t}}에 대한 확률미분방정식은 매개변수변환법으로 형식적으로 해결될 수 있다.
{\displaystyle f(x_{t},t)=x_{t}e^{\theta t}\,}
라고 쓰면 다음을 얻는다.
{\displaystyle {\begin{aligned}df(x_{t},t)&=\theta \,x_{t}\,e^{\theta t}\,dt+e^{\theta t}\,dx_{t}\\[6pt]&=e^{\theta t}\theta \,\mu \,dt+\sigma \,e^{\theta t}\,dW_{t}.\end{aligned}}}
{\displaystyle 0}부터 {\displaystyle t}까지 적분하면 다음을 얻는다.
{\displaystyle x_{t}e^{\theta t}=x_{0}+\int _{0}^{t}e^{\theta s}\theta \,\mu \,ds+\int _{0}^{t}\sigma \,e^{\theta s}\,dW_{s}\,}
여기서 다음을 알 수 있다.
{\displaystyle x_{t}=x_{0}\,e^{-\theta t}+\mu \,(1-e^{-\theta t})+\sigma \int _{0}^{t}e^{-\theta (t-s)}\,dW_{s}.\,}
이 표현으로부터 첫 번째 모멘트 (즉, 평균)는 다음과 같이 나타난다.
{\displaystyle \operatorname {E} (x_{t})=x_{0}e^{-\theta t}+\mu (1-e^{-\theta t})\!\ }
{\displaystyle x_{0}}가 상수라고 가정한다. 또한 이토의 등량을 사용하여 공분산 함수를 계산할 수 있다.
{\displaystyle {\begin{aligned}\operatorname {cov} (x_{s},x_{t})&=\operatorname {E} [(x_{s}-\operatorname {E} [x_{s}])(x_{t}-\operatorname {E} [x_{t}])]\\[5pt]&=\operatorname {E} \left[\int _{0}^{s}\sigma e^{\theta (u-s)}\,dW_{u}\int _{0}^{t}\sigma e^{\theta (v-t)}\,dW_{v}\right]\\[5pt]&=\sigma ^{2}e^{-\theta (s+t)}\operatorname {E} \left[\int _{0}^{s}e^{\theta u}\,dW_{u}\int _{0}^{t}e^{\theta v}\,dW_{v}\right]\\[5pt]&={\frac {\sigma ^{2}}{2\theta }}\,e^{-\theta (s+t)}(e^{2\theta \min(s,t)}-1)\\[5pt]&={\frac {\sigma ^{2}}{2\theta }}\left(e^{-\theta |t-s|}-e^{-\theta (t+s)}\right).\end{aligned}}}
결정론적 적분량의 이토 적분은 정규 분포를 따르므로 다음이 성립한다.
{\displaystyle x_{t}=x_{0}e^{-\theta t}+\mu (1-e^{-\theta t})+{\tfrac {\sigma }{\sqrt {2\theta }}}W_{1-e^{-2\theta t}}}

### 콜모고로프 방정식
과정의 무한소 생성기는 다음과 같다.{\displaystyle Lf=-\theta (x-\mu )f'+{\frac {1}{2}}\sigma ^{2}f}만약 {\displaystyle y=(x-\mu ){\sqrt {\frac {2\theta }{\sigma ^{2}}}}}라고 하면, 고유방정식은 다음으로 단순화된다.
{\displaystyle {\frac {d^{2}}{dy^{2}}}\phi -y{\frac {d}{dy}}\phi -{\frac {\lambda }{\theta }}\phi =0}이는 에르미트 다항식의 정의 방정식이다. 그 해는 {\displaystyle \phi (y)=He_{n}(y)}이고, {\displaystyle \lambda =-n\theta }이므로, 입자가 경계의 한 지점에 도달하는 평균 첫 통과 시간은 {\displaystyle \theta ^{-1}}의 순서임을 의미한다.

## 수치 시뮬레이션
폭 {\displaystyle t}의 시간 간격으로 이산적으로 샘플링된 데이터를 사용함으로써 오른슈타인-울렌벡 과정의 매개변수에 대한 최대가능도 추정량은 참값에 점근적으로 정규분포한다. 더 정확히 말하면,{\displaystyle {\sqrt {n}}\left({\begin{pmatrix}{\widehat {\theta }}_{n}\\{\widehat {\mu }}_{n}\\{\widehat {\sigma }}_{n}^{2}\end{pmatrix}}-{\begin{pmatrix}\theta \\\mu \\\sigma ^{2}\end{pmatrix}}\right)\xrightarrow {d} \ {\mathcal {N}}\left({\begin{pmatrix}0\\0\\0\end{pmatrix}},{\begin{pmatrix}{\frac {e^{2t\theta }-1}{t^{2}}}&0&{\frac {\sigma ^{2}(e^{2t\theta }-1-2t\theta )}{t^{2}\theta }}\\0&{\frac {\sigma ^{2}\left(e^{t\theta }+1\right)}{2\left(e^{t\theta }-1\right)\theta }}&0\\{\frac {\sigma ^{2}(e^{2t\theta }-1-2t\theta )}{t^{2}\theta }}&0&{\frac {\sigma ^{4}\left[\left(e^{2t\theta }-1\right)^{2}+2t^{2}\theta ^{2}\left(e^{2t\theta }+1\right)+4t\theta \left(e^{2t\theta }-1\right)\right]}{t^{2}\left(e^{2t\theta }-1\right)\theta ^{2}}}\end{pmatrix}}\right)}
표준편차 {\displaystyle \Sigma }와 상관 시간 {\displaystyle \tau =1/\Theta }를 가진 OU 과정을 수치적으로 시뮬레이션하는 한 가지 방법은 다음과 같은 유한 차분 공식을 적용하는 것이다.
{\displaystyle x(t+dt)=x(t)-\Theta \,dt\,x(t)+\Sigma {\sqrt {2\,dt\,\Theta }}\nu _{i}}
여기서 {\displaystyle \nu _{i}}는 평균이 0이고 분산이 1인 정규 분포 랜덤 수이며, 각 시간 단계 {\displaystyle dt}마다 독립적으로 샘플링된다.

## 스케일링 극한 해석
오른슈타인-울렌벡 과정은 브라운 운동이 무작위 행보의 스케일링 극한인 것과 같은 방식으로 이산 과정의 스케일링 극한으로 해석될 수 있다. {\displaystyle n}개의 흑백 공이 들어있는 항아리를 생각해보자. 각 단계에서 공이 무작위로 선택되고 반대 색깔의 공으로 교체된다. {\displaystyle k} 단계 후 항아리에 있는 검은 공의 수를 {\displaystyle X_{k}}라고 하자. 그러면 {\displaystyle {\frac {X_{[nt]}-n/2}{\sqrt {n}}}}는 {\displaystyle n}이 무한대로 갈 때 오른슈타인-울렌벡 과정으로 법적으로 수렴한다. 이는 마크 카츠에 의해 얻어졌다.
이를 경험적으로 다음과 같이 얻을 수 있다.
{\displaystyle X_{t}^{(n)}:={\frac {X_{[nt]}-n/2}{\sqrt {n}}}}라고 하고, {\displaystyle n\to \infty } 극한에서 확률미분방정식을 얻을 것이다. 먼저 다음을 유도한다.
{\displaystyle \Delta t=1/n,\quad \Delta X_{t}^{(n)}=X_{t+\Delta t}^{(n)}-X_{t}^{(n)}.}
이를 통해 {\displaystyle \Delta X_{t}^{(n)}}의 평균과 분산을 계산할 수 있으며, 이는 각각 {\displaystyle -2X_{t}^{(n)}\Delta t}와 {\displaystyle \Delta t}인 것으로 밝혀졌다. 따라서 {\displaystyle n\to \infty } 극한에서 {\displaystyle dX_{t}=-2X_{t}\,dt+dW_{t}}를 가지며, 해는 (가정 {\displaystyle X_{0}} 분포는 표준 정규) {\displaystyle X_{t}=e^{-2t}W_{e^{4t}}}이다.

## 응용

### 물리학에서: 잡음이 있는 이완
오른슈타인-울렌벡 과정은 잡음이 있는 이완 과정의 원형이다. 대표적인 예는 훅의 법칙에 따르는 용수철(조화 진동자)로, 용수철 상수 {\displaystyle k}와 마찰 계수 {\displaystyle \gamma }로 과감쇠되어 있다. 온도 {\displaystyle T}의 열적 요동이 있을 때, 용수철의 길이 {\displaystyle x(t)}는 용수철의 자연 길이 {\displaystyle x_{0}}를 중심으로 요동한다. 그 확률론적 동역학은 다음을 가진 오른슈타인-울렌벡 과정으로 설명된다.
{\displaystyle {\begin{aligned}\theta &=k/\gamma ,\\\mu &=x_{0},\\\sigma &={\sqrt {2k_{B}T/\gamma }},\end{aligned}}}
여기서 {\displaystyle \sigma }는 유효 확산 상수 {\displaystyle D=\sigma ^{2}/2=k_{B}T/\gamma }에 대한 스토크스-아인슈타인 방정식에서 파생된다. 이 모델은 광학 트랩에서 브라운 입자의 운동을 특성화하는 데 사용되었다.
평형 상태에서 용수철은 에너지 등분배법칙에 따라 평균 에너지 {\displaystyle \langle E\rangle =k\langle (x-x_{0})^{2}\rangle /2=k_{B}T/2}를 저장한다.

### 수리금융학에서
오른슈타인-울렌벡 과정은 이자율의 바시첵 모형에 사용된다. 오른슈타인-울렌벡 과정은 이자율, 통화 환율 및 상품 가격을 확률적으로 모델링하는 데 사용되는 여러 접근 방식 중 하나이다. 매개변수 {\displaystyle \mu }는 기본 요소에 의해 지지되는 균형 또는 평균값을 나타내고, {\displaystyle \sigma }는 충격으로 인한 주변의 변동성 정도를 나타내며, {\displaystyle \theta }는 이러한 충격이 소산되고 변수가 평균으로 회귀하는 비율을 나타낸다. 이 과정의 한 가지 응용은 페어 트레이딩으로 알려진 거래 전략이다.
오른슈타인-울렌벡 과정의 추가 구현은 로그 정규 분포 동역학에서 주식 수익률을 모델링하기 위해 마르첼로 미넨나에 의해 파생되었다. 이 모델링은 시장 교란 현상을 예측하기 위한 신뢰 구간의 결정을 목표로 한다.

### 진화 생물학에서
오른슈타인-울렌벡 과정은 시간이 지남에 따라 유기체 표현형의 변화를 모델링하는 데 브라운 운동 모델보다 개선된 것으로 제안되었다. 브라운 운동 모델은 표현형이 제한 없이 움직일 수 있음을 의미하지만, 대부분의 표현형의 경우 자연 선택은 어느 방향으로든 너무 멀리 이동하는 데 비용을 부과한다. 250개의 화석 표현형 시계열에 대한 메타 분석은 오른슈타인-울렌벡 모델이 조사된 시계열 중 115개(46%)에 가장 적합하며, 정체가 일반적인 진화 패턴임을 지지했다. 그러나 사용에는 특정 과제가 있다. 모델 선택 메커니즘은 충분한 지원 없이 OU 과정을 선호하도록 편향되는 경우가 많으며, 의심하지 않는 데이터 과학자에게는 오해하기 쉽다.

## 일반화
배경 구동 과정이 위너 과정 대신 레비 확률 과정인 레비 구동 오른슈타인-울렌벡 과정을 정의할 수 있다.
{\displaystyle dx_{t}=-\theta \,x_{t}\,dt+\sigma \,dL_{t}}
여기서 위너 과정 {\displaystyle W_{t}}의 미분은 레비 과정 {\displaystyle L_{t}}의 미분으로 대체되었다.
또한 금융에서는 {\displaystyle X} 값이 클수록 변동성이 증가하는 확률 과정이 사용된다. 특히, 변동성 항이 {\displaystyle \sigma \,x^{\gamma }\,dW_{t}}로 대체된 CKLS 과정(Chan–Karolyi–Longstaff–Sanders)은 {\displaystyle \gamma =1}일 때와 기존 OU 과정에 해당하는 {\displaystyle \gamma =0}일 때 닫힌 형식으로 풀 수 있다. 또 다른 특수한 경우는 {\displaystyle \gamma =1/2}이며, 이는 Cox–Ingersoll–Ross 모델(CIR-모델)에 해당한다.

### 고차원
N차원 벡터 {\displaystyle \mathbf {x} _{t}}로 표시되는 다차원 오른슈타인-울렌벡 과정은 다음으로부터 정의될 수 있다.
{\displaystyle d\mathbf {x} _{t}=-{\boldsymbol {\beta }}\,\mathbf {x} _{t}\,dt+{\boldsymbol {\sigma }}\,d\mathbf {W} _{t}.}
여기서 {\displaystyle \mathbf {W} _{t}}는 N차원 위너 과정이고, {\displaystyle {\boldsymbol {\beta }}}와 {\displaystyle {\boldsymbol {\sigma }}}는 상수 N×N 행렬이다. 해는 다음과 같다.
{\displaystyle \mathbf {x} _{t}=e^{-{\boldsymbol {\beta }}t}\mathbf {x} _{0}+\int _{0}^{t}e^{-{\boldsymbol {\beta }}(t-t')}{\boldsymbol {\sigma }}\,d\mathbf {W} _{t'}}
그리고 평균은 다음과 같다.
{\displaystyle \operatorname {E} (\mathbf {x} _{t})=e^{-{\boldsymbol {\beta }}t}\operatorname {E} (\mathbf {x} _{0}).}
이러한 표현은 행렬 지수 함수를 사용한다.
이 과정은 또한 확률 밀도 함수 {\displaystyle P(\mathbf {x} ,t)}의 관점에서도 설명될 수 있으며, 이는 포커르-플랑크 방정식을 만족한다.
{\displaystyle {\frac {\partial P}{\partial t}}=\sum _{i,j}\beta _{ij}{\frac {\partial }{\partial x_{i}}}(x_{j}P)+\sum _{i,j}D_{ij}{\frac {\partial ^{2}P}{\partial x_{i}\,\partial x_{j}}},}
여기서 성분 {\displaystyle D_{ij}}를 가진 행렬 {\displaystyle {\boldsymbol {D}}}는 {\displaystyle {\boldsymbol {D}}={\boldsymbol {\sigma }}{\boldsymbol {\sigma }}^{T}/2}로 정의된다. 1차원 경우와 마찬가지로 이 과정은 가우시안 확률 변수의 선형 변환이므로 그 자체로 가우시안이어야 한다. 이 때문에 전이 확률 {\displaystyle P(\mathbf {x} ,t\mid \mathbf {x} ',t')}는 명시적으로 작성될 수 있는 가우시안이다. {\displaystyle {\boldsymbol {\beta }}}의 고유값의 실수 부분이 0보다 크면 다음과 같이 주어진 정상 해 {\displaystyle P_{\text{st}}(\mathbf {x} )}도 존재한다.
{\displaystyle P_{\text{st}}(\mathbf {x} )=(2\pi )^{-N/2}(\det {\boldsymbol {\omega }})^{-1/2}\exp \left(-{\frac {1}{2}}\mathbf {x} ^{T}{\boldsymbol {\omega }}^{-1}\mathbf {x} \right),}
여기서 행렬 {\displaystyle {\boldsymbol {\omega }}}는 랴푸노프 방정식 {\displaystyle {\boldsymbol {\beta }}{\boldsymbol {\omega }}+{\boldsymbol {\omega }}{\boldsymbol {\beta }}^{T}=2{\boldsymbol {D}}}로부터 결정된다.

## 같이 보기
- 확률미적분학
- 위너 확률 과정
- 가우시안 과정
- 수리금융학
- 이자율의 바시첵 모형
- 단기 이자율 모형
- 확산
- 요동-산일 정리
- 클라인-크라머르스 방정식

## 내용주
1. 1 2  Doob 1942.
2. ↑  Karatzas & Shreve 1991, 358쪽.
3. ↑  Gard 1988, 115쪽.
4. ↑  Gardiner 1985.
5. 1 2 3  Risken 1989.
6. ↑  Lawler 2006.
7. ↑  Gardiner 1985, 106쪽.
8. ↑  Holmes-Cerfon, Miranda (2022). “Lecture 12: Detailed balance and Eigenfunction methods” (PDF).
9. ↑  Aït-Sahalia 2002, 223–262쪽.

10. ↑  Kloeden, Platen & Schurz 1994.
11. ↑  Iglehart 1968.
12. ↑  Nørrelykke & Flyvbjerg 2011.
13. 1 2  Goerlich 외. 2021.
14. ↑  Li 외. 2019.
15. ↑  Nelson 1967.
16. ↑  Björk 2009, 375, 381쪽.
17. ↑  Leung & Li 2016.
18. ↑  Pair Trading의 장점: 시장 중립성
19. ↑  페어 트레이딩을 위한 오른슈타인-울렌벡 프레임워크
20. ↑  “시장 교란 감지”. Risk Magazine. 2004년 11월 2일.
21. ↑  “금융 시장에서 시장 교란 감지: 정량적 접근 방식” (PDF). Consob – 이탈리아 증권거래위원회.
22. ↑  Martins 1994, 193–209쪽.
23. ↑  Hunt 2007.
24. ↑  Cornuault 2022.
25. ↑  Jespersen, Metzler & Fogedby 1999.
26. ↑  Fink & Klüppelberg 2011.
27. ↑  Chan 외. 1992.
28. ↑  Gardiner 1985, 109쪽.
29. ↑  Gardiner 1985, 97쪽.